# Josep Valero i Peris
Josep Valero i Peris   (València - 1866) fou un compositor musical dedicat especialment a l'òpera i la sarsuela.
Es tenen molt poques dades d'aquest músic valencià. Fou autor d'òperes, com Don Alfonso de Ojeda, Angélica (1839), que es va estrenar al Teatre Principal de València. També va compondre sarsueles com Donde menos se piensa (1850) o El Cabañal de Valencia (1852). També va fer una Missa de Rèquiem a quatre veus i orgue. A més, va compondre nadales i goigs, entre d'altres peces.